# アメリカ合衆国大統領の外遊の一覧

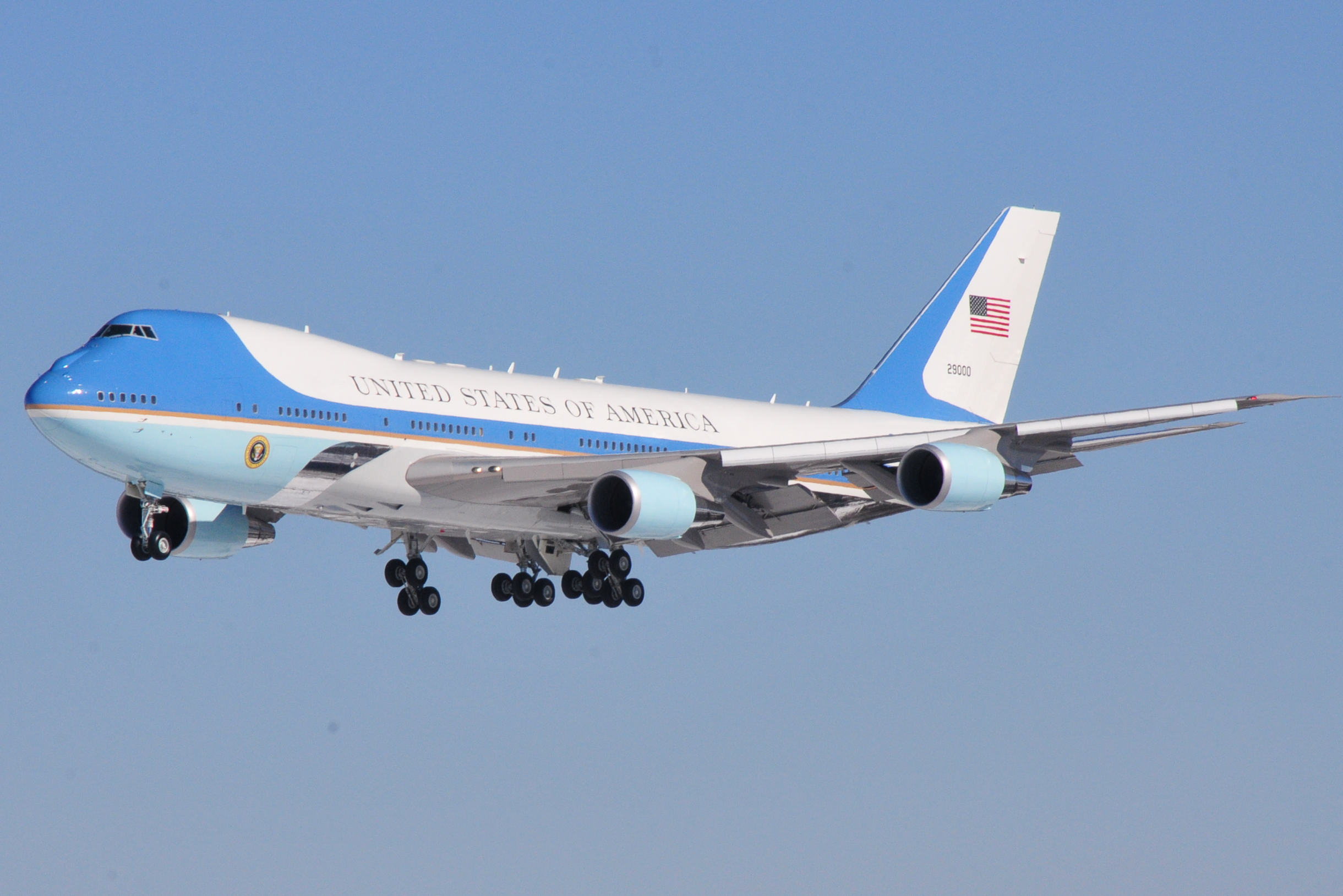
エアフォースワンの外観（2014年）

アメリカ合衆国大統領の外遊（アメリカがっしゅうこくだいとうりょうのがいゆう）は20世紀初頭より始まり、アメリカ合衆国と諸外国との交流において重要な役割を果たしている。外遊は大統領の数ある任務の1つであり、公式訪問、外国指導者との私的な会合、国際会議への出席などを通して国の外交活動を主導する。これらの活動は数ヶ月をかけて計画し、多くの調整とコミュニケーションが必要とされる複雑なものである。
2013年から2022年の10年間で、米国大統領の外国訪問回数は、英国が8回で1位、次いで日本、ドイツ、フランス、ベルギーがそれぞれ6回で2位タイとなっている。
19世紀のアメリカでは現職大統領の国外渡航は社会通念上のタブーとされていた（元大統領の国外渡航は認められていた）。国内の旅行は大統領が自らの支持者たちと接する機会として歓迎されていたが、国外旅行は全く別の観点から見られていた。一般の人々は大統領が王族と交流したり、壮大な宮殿を訪れたり、王や女王とお辞儀を交わしたりすることを望まなかった。このタブーが破られたのは20世紀初頭に連邦政府の政策立案者たちが国際問題における国家の役割を再評価し始めたからである。
大統領の初の海外渡航は1906年のセオドア・ルーズベルトのパナマ訪問であり、大統領が他国と外交関係を結ぶ方法に新たな時代が訪れたことが示された。ルーズベルトの後任の4人は在任中に少なくとも1回の海外渡航を行っており、大統領の海外渡航は定着していった。
大統領の旅行パターンの変化には新しい輸送技術の出現も影響している。20世紀初頭の大統領の移動手段は蒸気船であった。ウッドロウ・ウィルソンが1918年から19年にかけてジョージ・ワシントン号でヨーロッパを旅した際は9日間の公開であった。それから40年後、ジェット機の登場によりアメリカ大統領はそれまでは考えられなかった方法で世界を旅することが可能となり、ドワイト・D・アイゼンハワーはウィルソンと同じヨーロッパの旅をジェット機で9時間で行った。アイゼンハワーはジェット機で移動した初の大統領であり、また同時にヘリコプターで移動した初の大統領でもあるが、初めて飛行機で移動した現職大統領はフランクリン・D・ルーズベルトである。ルーズベルトは第二次世界大戦中に連合国側の外交活動の一環として何度も長距離の海外渡航をしている。リンドン・B・ジョンソンは在任中にエアフォースワンで52万3000マイルを飛行し、1967年12月にアメリカ大統領として初の世界一周を成し遂げた。
1989年に大統領に就任したジョージ・H・W・ブッシュ以降、外遊の頻度と移動距離は飛躍的に増加した。1990年にはボーイング747を改造したVC-25が大統領専用機として導入された。この飛行機は4,000平方フィート (372 m2)以上の床面積を持ち、ベッドルームとシャワーがあり、充分に安全な通信機器が備わっているので国を運営するには合理的な空間であるといえる。ビル・クリントン大統領（1993-2001年）は在任中に72カ国、ジョージ・W・ブッシュ大統領（2001-2009年）は73カ国を訪れた。2人あわせて91カ国を訪問したことになり、その合計人口は世界全体の85%を占めることとなる。バラク・オバマ大統領（2009-2017年）は58カ国を訪問した。10,000マイル (16,093 km)を超える大統領の移動は珍しくなくなり、ジョンソンに続いてニクソンやブッシュも世界一周を成し遂げている。21世紀になって以降、ヨーロッパやアジアの訪問はほぼ日常的になっている。

## 20世紀初頭の大統領
1914年にパナマ運河が完成するとアメリカのパナマ運河地帯はアメリカ軍の主要な集結地となり、アメリカは中央アメリカで圧倒的な軍事力を持つようになった。それに先立つ1906年11月にセオドア・ルーズベルトが運河の進捗状況を調査するためにパナマを訪れ、これにより彼は在任中に国を離れた史上初のアメリカ大統領となった。その後、ウィリアム・ハワード・タフト（1909年）とウォレン・G・ハーディング（1920年）がそれぞれ大統領当選者の時点でパナマを訪問した。
タフトとハーディングは任期中にそれぞれ1回ずつ海外渡航している。1909年10月、タフトとメキシコ大統領のポルフィリオ・ディアスは共にアメリカとメキシコの国境を越えてテキサス州エルパソとシウダー・フアレスを訪れた。象徴的な出来事ではあったが、メキシコが革命に陥る中、この会談は1911年にエレファント・ビュート・ダムの建設開始のきっかけとなった。ハーディングは亡くなる6日前の1923年7月27日にカナダのブリティッシュコロンビア州バンクーバーを公式訪問した。ハーディングは埠頭でブリティッシュコロンビア州首相とバンクーバー市長に出迎えられた後、市内をパレードしてスタンレーパークに向かい、推定4万人以上の聴衆の前で演説を行った。
ウッドロウ・ウィルソンは在任中に2度外遊に行っている。1918年12月、ウィルソンはパリ講和会議のためにフランスに向けて出航し、現職大統領として史上初めてヨーロッパを訪問した。彼は1919年2月下旬の9日間の帰国を挟んで約7ヶ月間ヨーロッパに滞在した。ウィルソンはその平和構築の努力が認められて1919年にノーベル平和賞が授与された。ローマでウィルソンはローマ法王ベネディクトゥス15世と会談したが、これが史上初めての現職のアメリカ大統領と現職の法王の会談であった。
1928年1月、カルビン・クーリッジはキューバのハバナを訪れて第6回パン＝アメリカ会議で演説を行った。そこで彼は中米やカリブ海地域へのアメリカの介入政策に苛立つラテンアメリカの指導者たちにオリーブの枝を差し伸べた。クーリッジが生涯でアメリカ合衆国本土外に出たのはこの時のみであった。
ハーバート・フーヴァー（1929-33年）は在任中に外遊をしなかったが、大統領当選者の時期に10週間にわたる中央および南アメリカへの大規模な旅行をしている。彼は10カ国で25回の演説を行ったが、そのほとんどがラテンアメリカ問題に対するアメリカの政治・軍事的干渉を減らす計画を強調したものだった。彼はアメリカは「良き隣人」として行動することを誓ったのである。

## フランクリン・D・ルーズベルト

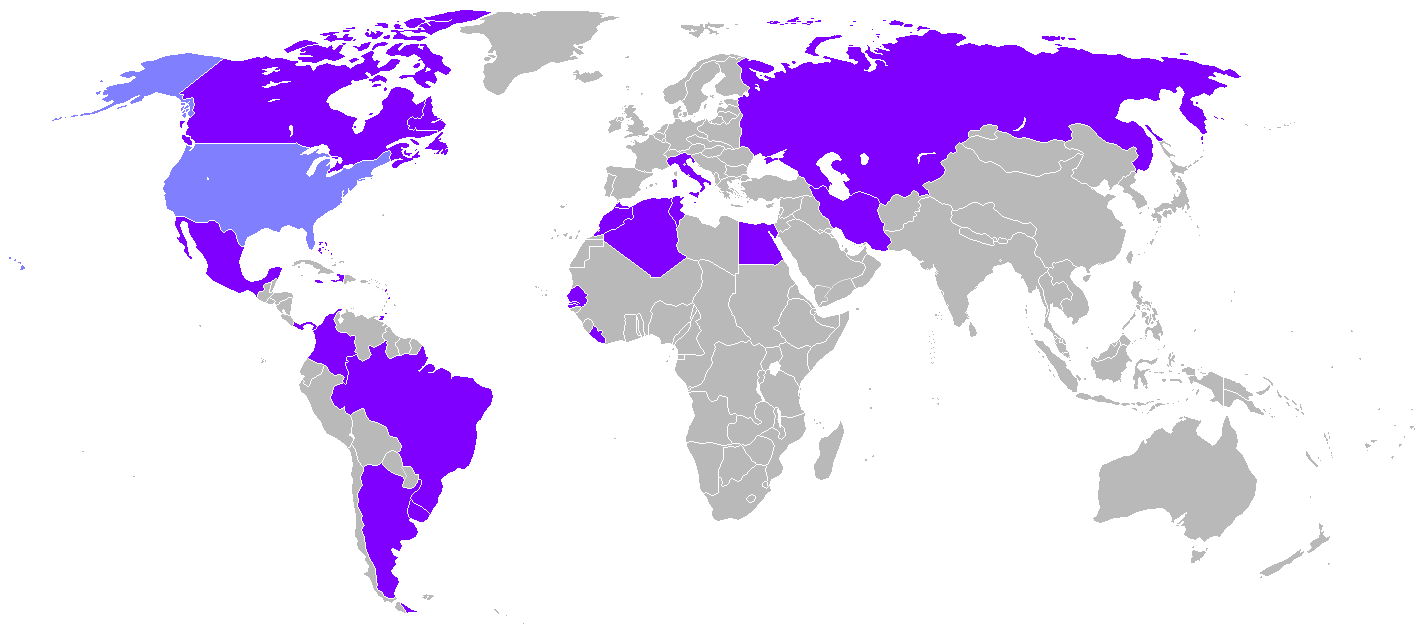
フランクリン・D・ルーズベルトが大統領任期中に訪れた国（1933-45年）

フランクリン・D・ルーズベルトは大統領在任中に20回の外遊を行った。初期の旅行では船を利用し、バハマ堆、沿海州、ニューファンドランド島などへの釣り目的が多かった。1943年、カサブランカへの極秘任務のために現職大統領として初めて飛行機で大西洋を横断した。この旅により、現職大統領として初めて北アフリカを訪問した。

## ハリー・S・トルーマン

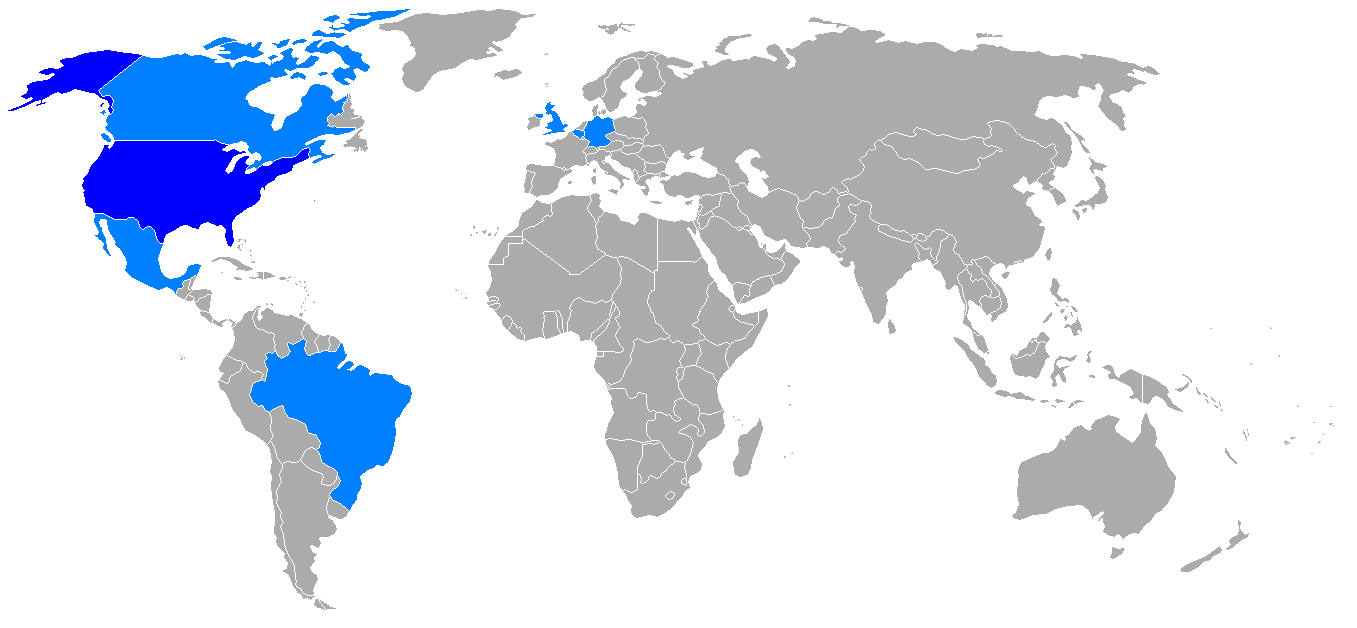
ハリー・S・トルーマンが大統領任期中に訪れた国（1945-53年）

ハリー・S・トルーマンは大統領在任中に5回の外遊を行った。大統領就任から3ヶ月後、トルーマンは大統領として唯一となる大西洋横断旅行をし、9週間前（ヨーロッパ戦勝記念日）に無条件降伏した敗戦国ナチス・ドイツの管理方法に関する協議に参加した。彼はまた隣国のバミューダ、カナダ、メキシコに加えて南米のブラジルも訪問した。トルーマンがアメリカ本土外を訪れたのは約8年の在任期間で2回（1948年2月20日-3月5日のプエルトリコ、ヴァージン諸島、グァンタナモ米軍基地と1950年10月11日-18日のウェーク島）のみであった。

## ドワイト・D・アイゼンハワー

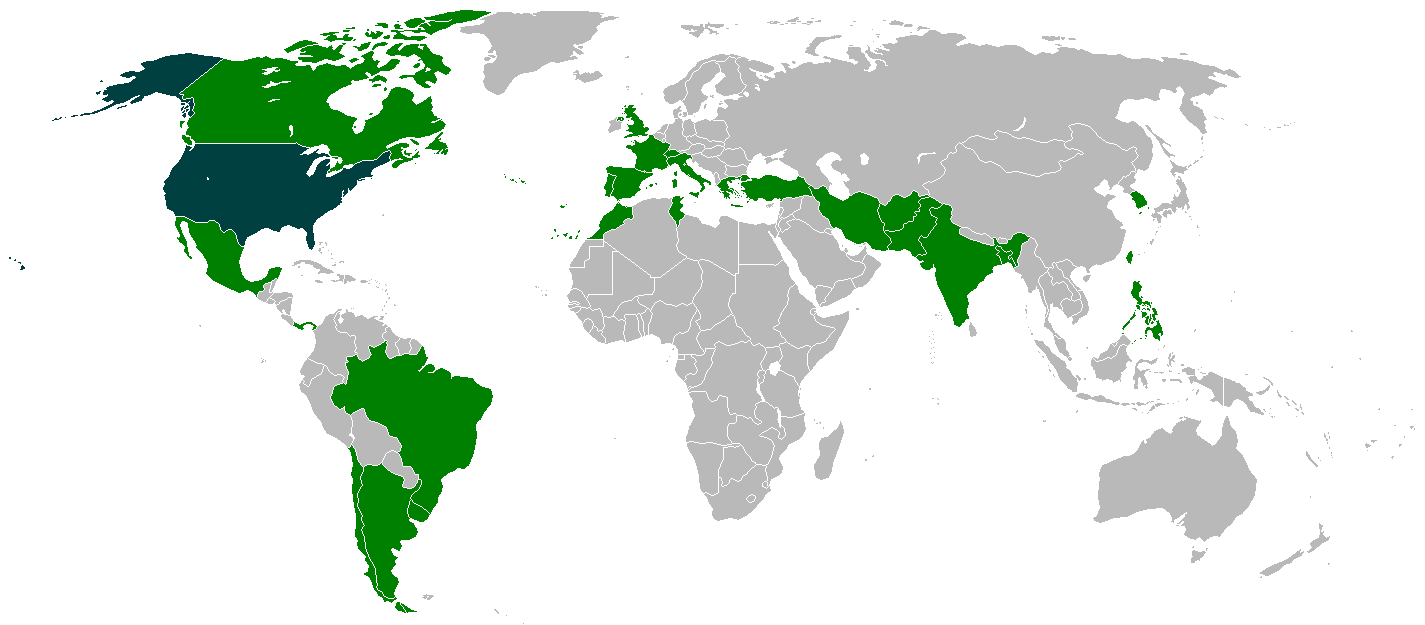
ドワイト・D・アイゼンハワーが大統領任期中に訪れた国（1953-61年）

ドワイト・D・アイゼンハワーは大統領在任中に16回の外遊を行った。大統領当選者の時期でも1度だけ国外渡航しており、1952年12月に韓国を訪れて停滞していた朝鮮戦争の和平交渉を前進させるための調査をするという選挙公約を果たした。1961年1月の退任までにアイゼンハワーは26カ国を訪れた。
アイゼンハワー政権1期目で大統領専用機として導入されたプロペラ4発機のうちの1機であるコロンバインIIはエアフォースワンというコールサインが付けられた初の機体である。現職大統領を載せたアメリカ空軍機の呼称は1953年にイースタン航空の商用機8610がアイゼンハワーを乗せた空軍機8610と交錯した事件をきっかけに制定された。当初は非公式に使われ、1962年に正式な呼称となった。
1959年に特製の3機のボーイング707ジェット機のVC-137sを導入した。これらはそれぞれSAM（Special Air Missions）970、971、972と名付けられた。アイゼンハワーからニクソンまでの大統領はこれらの機体に搭載された高速ジェット技術によって長距離をより早く移動し、世界の首脳との直接会談が叶った。アイゼンハワーからニクソンまでの大統領はヨーロッパ、東南アジア、南米、中東、南アジアを歴訪した。1959年12月に行われた「平和へのフライト」親善ツアーではVC-137 SAM970が使用され、19日間で22,000マイル (35,000 km)を飛行して11カ国を訪問した。

## ジョン・F・ケネディ

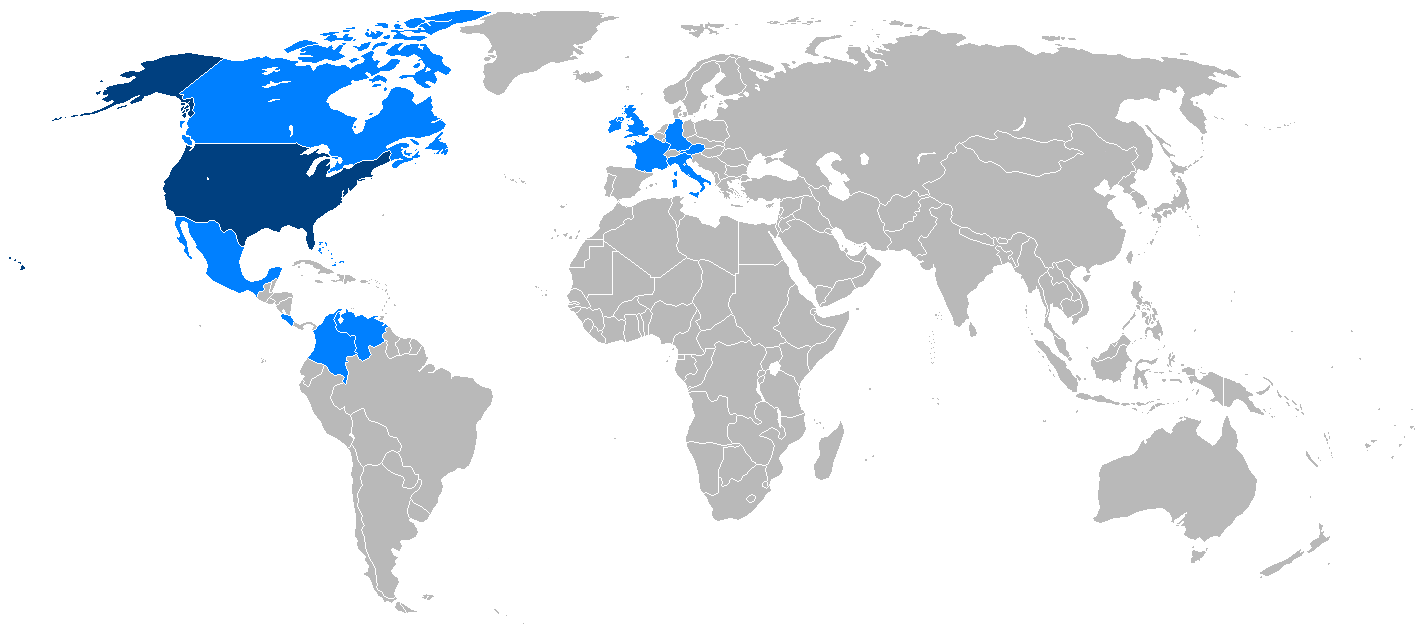
ジョン・F・ケネディが大統領任期中に訪れた国（1961-63年）

ジョン・F・ケネディは大統領在任中に8回の外遊を行った。そのうち2回はヨーロッパ、他6回は西半球の様々な国々の訪問である。2回目のヨーロッパ訪問ではベルリンの壁での有名な演説『Ich bin ein Berliner』があったほか、カトリック系大統領としての初のバチカン市国訪問、ケネディ家のルーツであるアイルランド訪問があった。1961年のフランス訪問の際はファーストレディのジャクリーン・ケネディが同行し、彼は「私はジャクリーン・ケネディをパリへ同行させた男であり、それを楽しんでいる」と口にして人気を博した。

## リンドン・B・ジョンソン

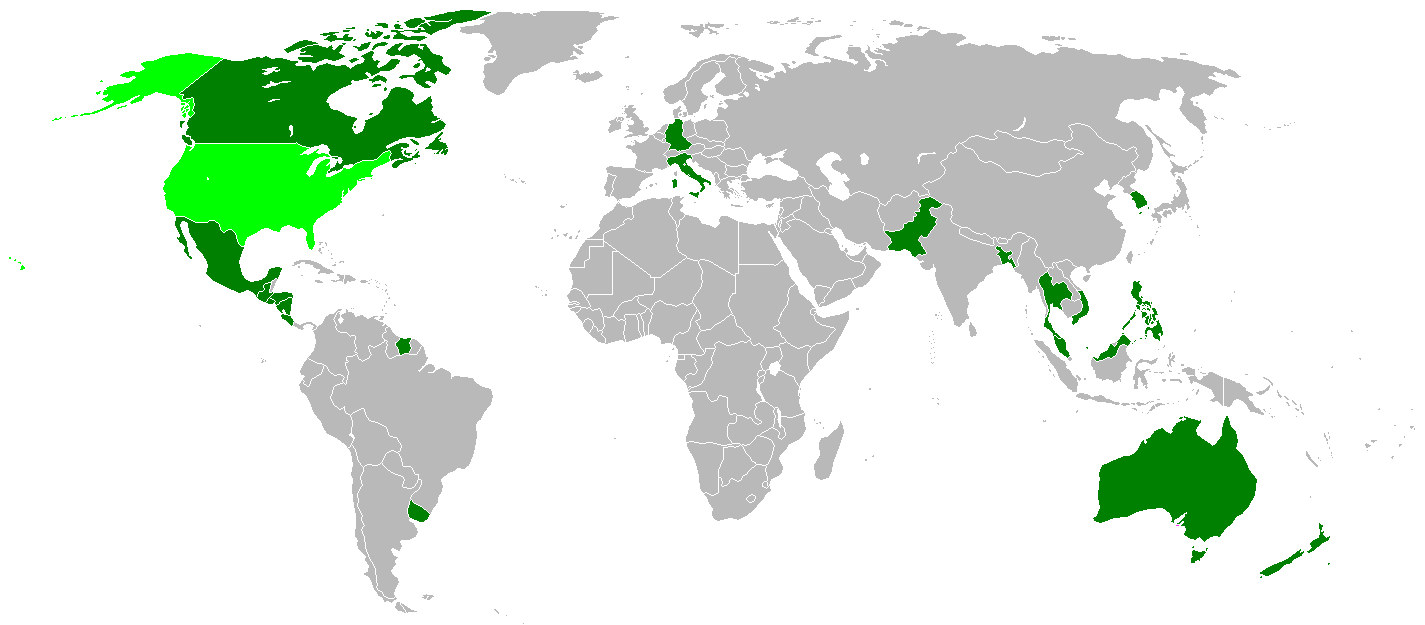
リンドン・B・ジョンソンが大統領任期中に訪れた国（1963-69年）

リンドン・B・ジョンソンは大統領在任中に11回の外遊を行った。在任中にジョンソンはエアフォースワンで52万3000マイルを飛行した。彼はヨーロッパに限らず東南アジアやラテンアメリカも訪問した。1967年にはまず水難事故で失踪し、溺死したと推定されたオーストラリア首相のハロルド・ホルトの追悼式に出席した。ホワイトハウス側は大統領が初の世界一周旅行をすることを事前に報道機関に明かさなかった。それは2万6959マイルをわずか112.5時間（4.7日間）で走破するとおう過酷な旅であった。赤道を2度通過し、カリフォルニア州のトラビス空軍基地に立ち寄り、その後はホノルル、パゴパゴ、キャンベラ、メルボルン、ベトナム、カラチ、ローマへと移動した。

## リチャード・ニクソン

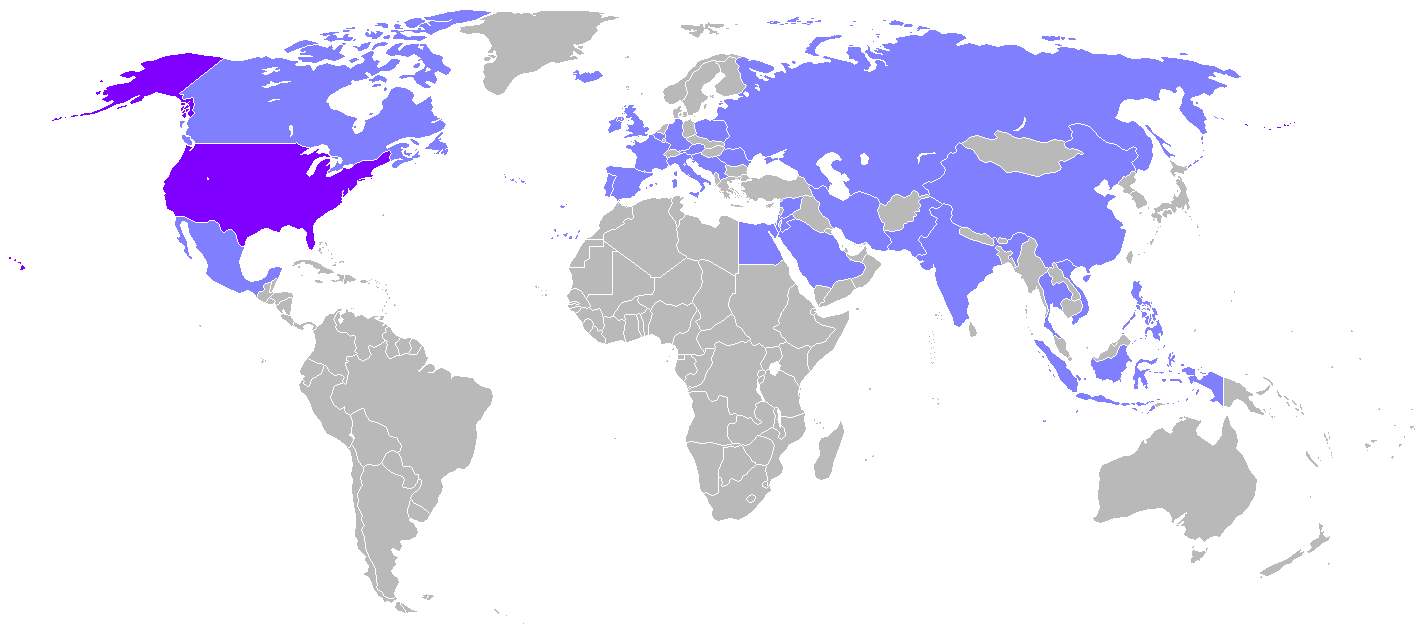
リチャード・ニクソンが大統領任期中に訪れた国（1969-74年）

リチャード・ニクソンは大統領在任中に15回の外遊を行った。ニクソンは就任後わずか5週間で1週間に及ぶヨーロッパ訪問に出かけるという異例の行動に出た。1972年の中国訪問はニクソン政権が米中関係を調和的に再開する上で戦略・外交的に重要な序幕となった。また共産主義諸国への訪問も活発に行い、ルーマニア（1969年）、ユーゴスラビア（1970年）、ポーランド（1972年）、ソビエト連邦（1972年と1974年）などを訪れた。1972年、ニクソンはエアフォースワンとして使用されるVC-137C SAM 27000の納入を受けた。

## ジェラルド・フォード

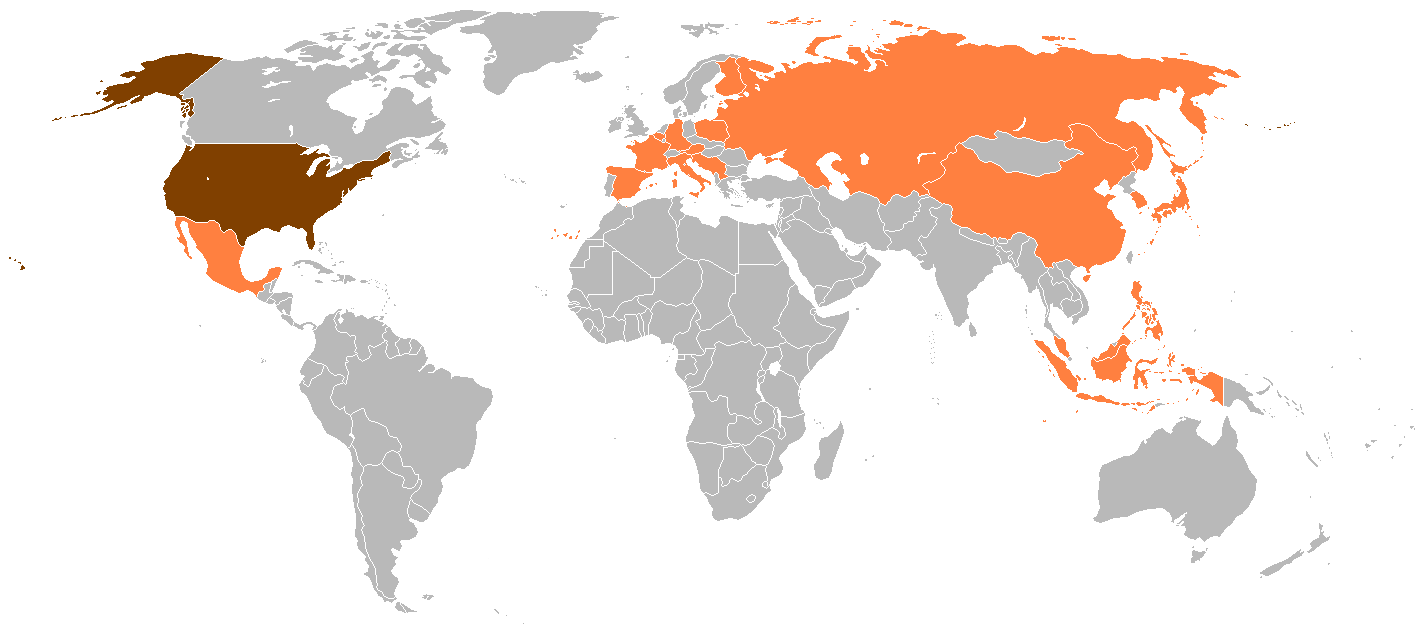
ジェラルド・フォードが大統領任期中に訪れた国（1974-77年）

ジェラルド・フォードは大統領在任中に7回の外遊を行った。フォードは現職大統領として初めて日本を訪問し、その後は韓国とソ連（ウラジオストク首脳会議出席のため）を訪問した。

## ジミー・カーター

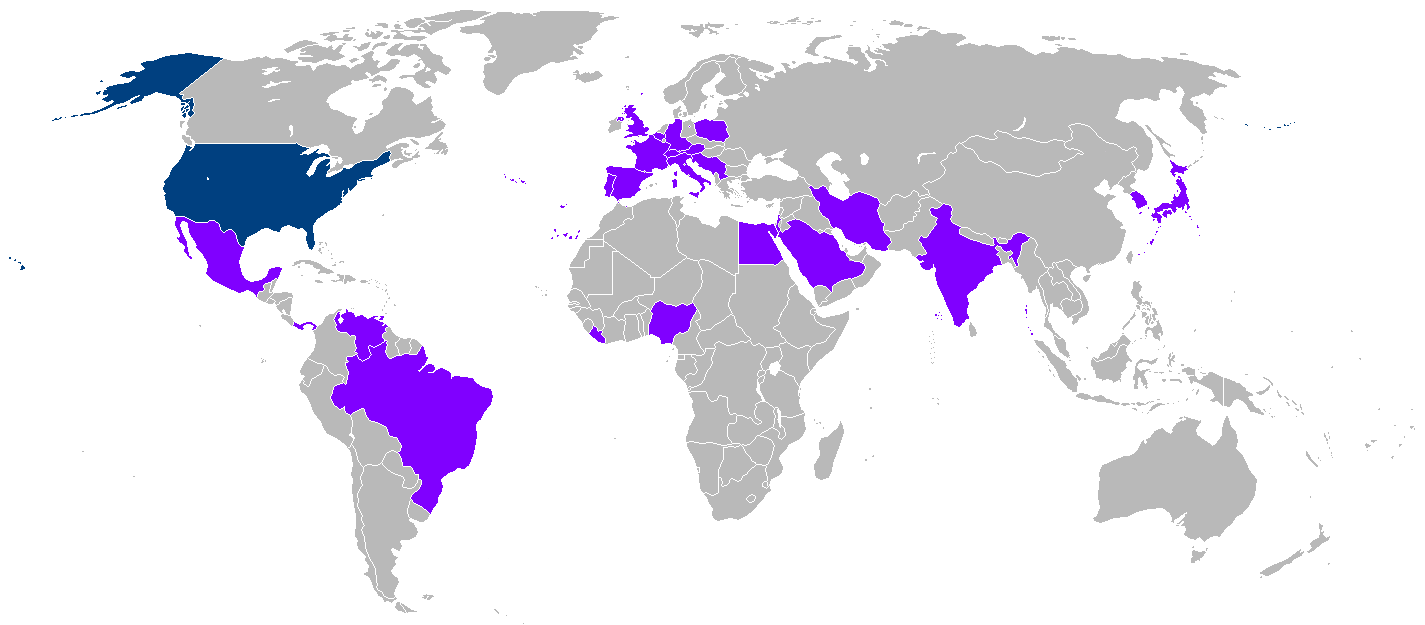
ジミー・カーターが大統領任期中に訪れた国（1977-81年）

ジミー・カーターは大統領在任中に12回の外遊を行い、25カ国を訪問した。カーターは1978年にナイジェリアを訪れたが、大統領がサハラ以南のアフリカを公式訪問するのはこれが初めてであった。またヨーロッパを5回、アジアを1回訪れている。さらに和平交渉の仲介のために中東にも数回足を運んでいる。カーターの平和構築の努力は認められ、2002年にノーベル平和賞を受賞した。1978年には新パナマ運河条約の批准書交換を確認する議定書に署名するためにパナマ市を訪れた。

## ロナルド・レーガン

ロナルド・レーガンが大統領任期中に訪れた国（1981-89年）

ロナルド・レーガンは大統領在任中に26回の外遊を行い、25カ国を訪問した。レーガンはヨーロッパを7回、アジアを3回、南アメリカを1回訪れている。主な出来事にノルマンディー上陸作戦40周年記念式典での演説、ベルリンの壁での演説、ミハイル・ゴルバチョフとの首脳会談、ウィンザー・パークでの女王との乗馬などがある。
レーガン政権時代は国外渡航の過渡期であった。レーザーは任期中に老朽化したボーイング707に代わる新たな大統領専用機となる特殊任務機VC-25を2機発注した。この専用機はベッドルームやシャワー、会議室、通信機器が完備されており、燃料補給によって実質的な航続距離に制限がなくなった。首脳会談も盛んに行われるようになり、国外渡航は大統領職における恒常的な予定となった。

## ジョージ・H・W・ブッシュ

ジョージ・H・W・ブッシュが大統領任期中に訪れた国（1989-93年）

ジョージ・H・W・ブッシュは大統領在任中に26回の外遊を行い、58カ国を訪問した。ブッシュ政権は冷戦後の大統領の特徴となる頻繁な海外渡航の始まりとなった。ブッシュは4年の任期中にヨーロッパを11回、アジアを2回、南アメリカを1回訪れたほか、短期間の外遊を数多く行っている。

## ビル・クリントン

ビル・クリントンが大統領任期中に訪れた国（1993-2001年）

ビル・クリントンは大統領在任中に54回の外遊を行い、72カ国を訪問した（ヨルダン川西岸地区とガザ地区も含む）。クリントンはヨーロッパを24回、アジアを17回、アフリカを2回、オーストラリアを1回訪問している。彼はこの他にもアメリカ州の国々を訪れている。

## ジョージ・W・ブッシュ

ジョージ・W・ブッシュが大統領任期中に訪れた国（2001-09年）

ジョージ・W・ブッシュは大統領在任中に48回の外遊を行い、73カ国を訪問した（ヨルダン川西岸地区も含む）。ブッシュは就任1年目だけで7回の外遊を行い、17カ国を訪れた。サブサハラアフリカへの2回の外遊のうち1回は当時世界で最も貧しいといわれていたリベリア、ルワンダ、ベナンの3カ国への訪問であった。また2003年の感謝祭の日にはイラクに極秘訪問し、兵士たちと食事を共にした。彼の父のジョージ・H・W・ブッシュも1990年にサウジアラビアの米軍を同様に訪問している。2006年11月15日から20日にかけてブッシュはロシア、シンガポール、ベトナム、インドネシアを訪問し、ジョンソン、ニクソン続く大統領史上3例目の世界一周を成し遂げた。

## バラク・オバマ

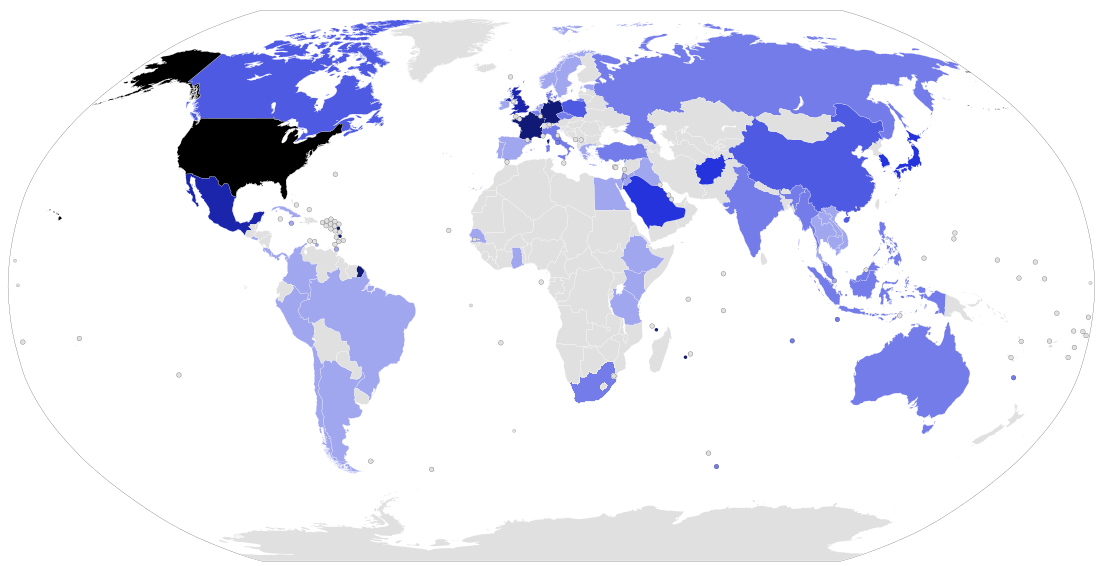
バラク・オバマが大統領任期中に訪れた国（2009-2017年）

バラク・オバマは大統領在任中に52回の外遊を行い、58カ国を訪問した（ヨルダン川西岸地区も含む）。オバマは就任1年目の大統領としては最も多くの外遊を行い、最も多くの国を訪問し、最も多くの日数を国外で過ごした記録を打ち立てた。1年目のオバマは10回の外遊で21カ国を訪問し（うち4カ国は2回訪問）、合計37日間アメリカを離れていた。オバマが1度も訪問していないのは中央アジアであるが、この地域は2025年4月11日時点で現職大統領が訪れたことは1度も無い。
2010年12月にオバマは予告無しにアフガニスタンを訪れて米軍と面会した。アメリカとNATOが年末の起源を前にアフガニスタンからほとんどの軍を撤退させる中でのサプライズ訪問であった。2012年11月には現職大統領として初めてミャンマーを訪問し、軍事政権が進める改革を後押しした。2016年3月にはキューバを訪問し、54年間続いたキューバとアメリカ合衆国の関係が雪解けしたことを強調した。

## ドナルド・トランプ

ドナルド・トランプが大統領任期中に訪れた国（2017-21年）

ドナルド・トランプは大統領在任中に19回の外遊を行い、24カ国を訪問した（ヨルダン川西岸地区も含む）。トランプは2018年のシンガポールで北朝鮮指導者の金正恩と会談した。現職アメリカ大統領と北朝鮮指導者の会談はこれが初めてであった。その1年後2019年6月、トランプは現職のアメリカ大統領として初めて南北軍事境界線を越えて北朝鮮に入国した。2018年12月には予告なしのクリスマス旅行でイラクを訪れ、米軍と面会した。その約1年後の2019年11月にも予告なしの感謝祭旅行でアフガニスタンを訪れ、米軍と面会した。

## ジョー・バイデン

ジョー・バイデンが大統領任期中に訪れた国

2025年4月11日時点でジョー・バイデンは16回外遊を行い、23カ国を訪れている（ヨルダン川西岸地区も含む）。

## 統計
2025年4月11日時点で合計で20人の大統領が在任中に126の国・地域を訪問している。
| 地域                    | 国・領土                 | 数 | 大統領と訪問年 (備考: 以下は大統領名ではなく初訪問年でソートされる) |
| ----------------------- | ------------------------ | -- | --- |
| 北アフリカ              | エジプト                 | 17 | フランクリン・D・ルーズベルト 1943年 (2回)、1945年 • リチャード・ニクソン 1974年 • ジミー・カーター 1978年、1979年 (2回) • ジョージ・H・W・ブッシュ 1990年 • ビル・クリントン 1994年、1996年、2000 (2回) • ジョージ・W・ブッシュ 2003年、2008年 (2回) • バラク・オバマ 2009年 • ジョー・バイデン 2022年 |
| 北アフリカ              | フランス領アルジェリア   | 2  | フランクリン・D・ルーズベルト 1943年、1945年 |
| 北アフリカ              | モロッコ                 | 3  | フランクリン・D・ルーズベルト 1943年 • ドワイト・D・アイゼンハワー 1959年 • ビル・クリントン 1999年 |
| 北アフリカ              | チュニジア               | 3  | フランクリン・D・ルーズベルト 1943年 (2回) • ドワイト・D・アイゼンハワー 1959年 |
| サブサハラアフリカ      | ベナン                   | 1  | ジョージ・W・ブッシュ 2008年 |
| サブサハラアフリカ      | ボツワナ                 | 2  | ビル・クリントン 1998年 • ジョージ・W・ブッシュ 2003年 |
| サブサハラアフリカ      | エチオピア               | 1  | バラク・オバマ 2015年 |
| サブサハラアフリカ      | フランス領西アフリカ     | 1  | フランクリン・D・ルーズベルト 1943年 |
| サブサハラアフリカ      | ガンビア                 | 2  | フランクリン・D・ルーズベルト 1943年 (2回) |
| サブサハラアフリカ      | ガーナ                   | 3  | ビル・クリントン 1998年 • ジョージ・W・ブッシュ 2008年 • バラク・オバマ 2009年 |
| サブサハラアフリカ      | ケニア                   | 1  | バラク・オバマ 2015年 |
| サブサハラアフリカ      | リベリア                 | 3  | フランクリン・D・ルーズベルト 1943年 • ジミー・カーター 1978年 • ジョージ・W・ブッシュ 2008年 |
| サブサハラアフリカ      | ナイジェリア             | 3  | ジミー・カーター 1978年 • ビル・クリントン 2000年 • ジョージ・W・ブッシュ 2003年 |
| サブサハラアフリカ      | ルワンダ                 | 2  | ビル・クリントン 1998年 • ジョージ・W・ブッシュ 2008年 |
| サブサハラアフリカ      | セネガル                 | 4  | ビル・クリントン 1998年 • ジョージ・W・ブッシュ 2003年 • バラク・オバマ 2013年 (2回) |
| サブサハラアフリカ      | ソマリア                 | 1  | ジョージ・H・W・ブッシュ 1993年 |
| サブサハラアフリカ      | 南アフリカ共和国         | 4  | ビル・クリントン 1998年 • ジョージ・W・ブッシュ 2003年 • バラク・オバマ 2013年 (2回) |
| サブサハラアフリカ      | タンザニア               | 3  | ビル・クリントン 2000年 • ジョージ・W・ブッシュ 2008年 • バラク・オバマ 2013年 |
| サブサハラアフリカ      | ウガンダ                 | 2  | ビル・クリントン 1998年 • ジョージ・W・ブッシュ 2003年 |
| 北アメリカ              | バハマ                   | 5  | フランクリン・D・ルーズベルト 1934年、1935年、1936年、1940年 • ジョン・F・ケネディ 1962年 |
| 北アメリカ              | バルバドス               | 2  | ロナルド・レーガン 1982年 • ビル・クリントン 1997年 |
| 北アメリカ              | バミューダ諸島           | 6  | ハリー・S・トルーマン 1946年 • ドワイト・D・アイゼンハワー 1953年、1957年 • ジョン・F・ケネディ 1961年 • リチャード・ニクソン 1971年 • ジョージ・H・W・ブッシュ 1990年 |
| 北アメリカ              | イギリス領リーワード諸島 | 1  | フランクリン・D・ルーズベルト 1940年 |
| 北アメリカ              | カナダ                   | 41 | ウォレン・G・ハーディング 1923年 • フランクリン・D・ルーズベルト 1933年、1936年 (2回)、1938年、1939年 (2回)、1943年、1944年 • ハリー・S・トルーマン 1947年 • ドワイト・D・アイゼンハワー 1953年、1958年、1959年 • ジョン・F・ケネディ 1961年 • リンドン・B・ジョンソン 1964年、1966年、1967年 • リチャード・ニクソン 1972年 • ロナルド・レーガン 1981年 (2回)、1985年、1987年、1988年 • ジョージ・H・W・ブッシュ 1989年、1990年、1991年 (2回) • ビル・クリントン 1993年、1995年 (2回)、1997年、1999年 • ジョージ・W・ブッシュ 2001年、2002年、2004年、2007年 • バラク・オバマ 2009年、2010年、2016年 • ドナルド・トランプ 2018年 • ジョー・バイデン 2023年 |
| 北アメリカ              | コスタリカ               | 6  | ジョン・F・ケネディ 1963年 • リンドン・B・ジョンソン 1968年 • ロナルド・レーガン 1982年 • ジョージ・H・W・ブッシュ 1989年 • ビル・クリントン 1997年 • バラク・オバマ 2013年 |
| 北アメリカ              | キューバ                 | 2  | カルビン・クーリッジ 1928年 • バラク・オバマ 2016年 |
| 北アメリカ              | エルサルバドル           | 4  | リンドン・B・ジョンソン 1968年 • ビル・クリントン 1999年 • ジョージ・W・ブッシュ 2002年 • バラク・オバマ 2011年 |
| 北アメリカ              | グレナダ                 | 1  | ロナルド・レーガン 1986年 |
| 北アメリカ              | グアドループ             | 1  | ジミー・カーター 1979年 |
| 北アメリカ              | グアテマラ               | 3  | リンドン・B・ジョンソン 1968年 • ビル・クリントン 1999年 • ジョージ・W・ブッシュ 2007年 |
| 北アメリカ              | ハイチ                   | 2  | フランクリン・D・ルーズベルト 1934年 • ビル・クリントン 1995年 |
| 北アメリカ              | ホンジュラス             | 3  | リンドン・B・ジョンソン 1968年 • ロナルド・レーガン 1982年 • ビル・クリントン 1999年 |
| 北アメリカ              | ジャマイカ               | 3  | フランクリン・D・ルーズベルト 1940年 • ロナルド・レーガン 1982年 • バラク・オバマ 2015年 |
| 北アメリカ              | マルティニーク           | 3  | フランクリン・D・ルーズベルト 1940年 • ジェラルド・フォード 1974年 • ジョージ・H・W・ブッシュ 1991年 |
| 北アメリカ              | メキシコ                 | 34 | ウィリアム・ハワード・タフト 1909年 • フランクリン・D・ルーズベルト 1943年 • ハリー・S・トルーマン 1947年 • ドワイト・D・アイゼンハワー 1953年、1959年、1960年 • ジョン・F・ケネディ 1962年 • リンドン・B・ジョンソン 1966年 (2回)、1967年 • リチャード・ニクソン 1969年、1970年 • ジェラルド・フォード 1974年 • ジミー・カーター 1979年 • ロナルド・レーガン 1981年、1982年、1983年、1986年、1988年 • ジョージ・H・W・ブッシュ 1990年 • ビル・クリントン 1997年、1999年 • ジョージ・W・ブッシュ 2001年、2002年 (2回)、2004年、2006年、2007年 • バラク・オバマ 2009年 (2回)、2012年、2013年、2014年 • ジョー・バイデン 2023年                              |
| 北アメリカ              | ニューファンドランド     | 2  | フランクリン・D・ルーズベルト 1939年、1940年 |
| 北アメリカ              | ニカラグア               | 2  | リンドン・B・ジョンソン 1968年 • ビル・クリントン 1999年 |
| 北アメリカ              | パナマ                   | 10 | セオドア・ルーズベルト 1906年 • フランクリン・D・ルーズベルト 1934年、1935年、1938年、1940年 • ドワイト・D・アイゼンハワー 1956年 • ジミー・カーター 1978年 • ジョージ・H・W・ブッシュ 1992年 • ジョージ・W・ブッシュ 2005年 • バラク・オバマ 2015年 |
| 北アメリカ              | セントルシア             | 1  | フランクリン・D・ルーズベルト 1940年 |
| 北アメリカ              | サン・マルタン           | 1  | ジョージ・H・W・ブッシュ 1989年 |
| 北アメリカ              | トリニダード・トバゴ     | 5  | フランクリン・D・ルーズベルト 1936年 (2回)、1943年 (2回) • バラク・オバマ 2009年 |
| 南アメリカ              | アルゼンチン             | 7  | フランクリン・D・ルーズベルト 1936年 • ドワイト・D・アイゼンハワー 1960年 • ジョージ・H・W・ブッシュ 1990年 • ビル・クリントン 1997年 • ジョージ・W・ブッシュ 2005年 • バラク・オバマ 2016年 • ドナルド・トランプ 2018年 |
| 南アメリカ              | ブラジル                 | 13 | フランクリン・D・ルーズベルト 1936年、1943年 (2回) • ハリー・S・トルーマン 1947年 • ドワイト・D・アイゼンハワー 1960年 • ジミー・カーター 1978年 • ロナルド・レーガン 1982年 • ジョージ・H・W・ブッシュ 1990年、1992年 • ビル・クリントン 1997年 • ジョージ・W・ブッシュ 2005年、2007年 • バラク・オバマ 2011年 |
| 南アメリカ              | チリ                     | 5  | ドワイト・D・アイゼンハワー 1960年 • ジョージ・H・W・ブッシュ 1990年 • ビル・クリントン 1998年 • ジョージ・W・ブッシュ 2004年 • バラク・オバマ 2011年 |
| 南アメリカ              | コロンビア               | 8  | フランクリン・D・ルーズベルト 1934年 • ジョン・F・ケネディ 1961年 • ロナルド・レーガン 1982年 • ジョージ・H・W・ブッシュ 1990年 • ビル・クリントン 1998年 • ジョージ・W・ブッシュ 2004年、2007年 • バラク・オバマ 2012年 |
| 南アメリカ              | ペルー                   | 3  | ジョージ・W・ブッシュ 2002年、2008年 • バラク・オバマ 2016年 |
| 南アメリカ              | スリナム                 | 1  | リンドン・B・ジョンソン 1967年 |
| 南アメリカ              | ウルグアイ               | 5  | フランクリン・D・ルーズベルト 1936年 • ドワイト・D・アイゼンハワー 1960年 • リンドン・B・ジョンソン 1967年 • ジョージ・H・W・ブッシュ 1990年 • ジョージ・W・ブッシュ 2007年 |
| 南アメリカ              | ベネズエラ               | 4  | ジョン・F・ケネディ 1961年 • ジミー・カーター 1978年 • ジョージ・H・W・ブッシュ 1990年 • ビル・クリントン 1997年 |
| 東ヨーロッパ & 北アジア | ベラルーシ               | 1  | ビル・クリントン 1994年 |
| 東ヨーロッパ & 北アジア | ブルガリア               | 2  | ビル・クリントン 1999年 • ジョージ・W・ブッシュ 2007年 |
| 東ヨーロッパ & 北アジア | チェコ                   | 5  | ビル・クリントン 1994年 • ジョージ・W・ブッシュ 2002年、2007年 • バラク・オバマ 2009年、2010年 |
| 東ヨーロッパ & 北アジア | チェコスロバキア         | 1  | ジョージ・H・W・ブッシュ 1990年 |
| 東ヨーロッパ & 北アジア | ハンガリー               | 4  | ジョージ・H・W・ブッシュ 1989年 • ビル・クリントン 1994年、1996年 • ジョージ・W・ブッシュ 2006年 |
| 東ヨーロッパ & 北アジア | ポーランド               | 16 | リチャード・ニクソン 1972年 • ジェラルド・フォード 1975年 • ジミー・カーター 1977年 • ジョージ・H・W・ブッシュ 1989年、1992年 • ビル・クリントン 1994年、1997年 • ジョージ・W・ブッシュ 2001年、2003年、2007年 • バラク・オバマ 2011年、2014年、2016年 • ドナルド・トランプ 2017年 • ジョー・バイデン 2022年、2023年 |
| 東ヨーロッパ & 北アジア | ルーマニア               | 5  | リチャード・ニクソン 1969年 • ジェラルド・フォード 1975年 • ビル・クリントン 1997年 • ジョージ・W・ブッシュ 2002年、2008年 |
| 東ヨーロッパ & 北アジア | ロシア                   | 15 | ジョージ・H・W・ブッシュ 1993年 • ビル・クリントン 1994年、1995年、1996年、1998年、2000年 • ジョージ・W・ブッシュ 2002年 (2回)、2003年、2005年、2006年 (2回)、2008年 • バラク・オバマ 2009年、2013年 |
| 東ヨーロッパ & 北アジア | スロバキア               | 1  | ジョージ・W・ブッシュ 2005年 |
| 東ヨーロッパ & 北アジア | ソビエト連邦             | 6  | フランクリン・D・ルーズベルト 1945年 • リチャード・ニクソン 1972年、1974年 • ジェラルド・フォード 1974年 • ロナルド・レーガン 1988年 • ジョージ・H・W・ブッシュ 1991年 |
| 東ヨーロッパ & 北アジア | ウクライナ               | 5  | ビル・クリントン 1994年、1995年、2000年 • ジョージ・W・ブッシュ 2008年 • ジョー・バイデン 2023年 |
| 北ヨーロッパ            | デンマーク               | 4  | ビル・クリントン 1997年 • ジョージ・W・ブッシュ 2005年 • バラク・オバマ 2009年 (2回) |
| 北ヨーロッパ            | エストニア               | 2  | ジョージ・W・ブッシュ 2006年 • バラク・オバマ 2014年 |
| 北ヨーロッパ            | フィンランド             | 7  | ジェラルド・フォード 1975年 • ロナルド・レーガン 1988年 • ジョージ・H・W・ブッシュ 1990年、1992年 • ビル・クリントン 1997年 • ドナルド・トランプ 2018年 • ジョー・バイデン 2023年 |
| 北ヨーロッパ            | アイスランド             | 2  | リチャード・ニクソン 1973年 • ロナルド・レーガン 1986年 |
| 北ヨーロッパ            | ラトビア                 | 3  | ビル・クリントン 1994年 • ジョージ・W・ブッシュ 2005年、2006年 |
| 北ヨーロッパ            | リトアニア               | 2  | ジョージ・W・ブッシュ 2002年 • ジョー・バイデン 2023年 |
| 北ヨーロッパ            | ノルウェー               | 2  | ビル・クリントン 1999年 • バラク・オバマ 2009年 |
| 北ヨーロッパ            | スウェーデン             | 2  | ジョージ・W・ブッシュ 2001年 • バラク・オバマ 2013年 |
| 南ヨーロッパ            | アルバニア               | 1  | ジョージ・W・ブッシュ 2007年 |
| 南ヨーロッパ            | ボスニア・ヘルツェゴビナ | 3  | ビル・クリントン 1996年、1997年、1999年 |
| 南ヨーロッパ            | クロアチア               | 2  | ビル・クリントン 1996 • ジョージ・W・ブッシュ 2008年 |
| 南ヨーロッパ            | ギリシャ                 | 4  | ドワイト・D・アイゼンハワー 1959年 • ジョージ・H・W・ブッシュ 1991年 • ビル・クリントン 1999年 • バラク・オバマ 2016年 |
| 南ヨーロッパ            | イタリア                 | 32 | ウッドロウ・ウィルソン 1919年 • フランクリン・D・ルーズベルト 1943年 • ドワイト・D・アイゼンハワー 1959年 • ジョン・F・ケネディ 1963年 • リンドン・B・ジョンソン 1967年 • リチャード・ニクソン 1969年、1970年 • ジェラルド・フォード 1975年 • ジミー・カーター 1980年 • ロナルド・レーガン 1982年、1987年 • ジョージ・H・W・ブッシュ 1989年、1991年 • ビル・クリントン 1994年 (2回)、1996年、1997年、1999年 (3回)、2000年 • ジョージ・W・ブッシュ 2001年、2002年、2004年、2005年、2007年、2008年 • バラク・オバマ 2009年、2014年 • ドナルド・トランプ 2017年 (2回) • ジョー・バイデン 2021年                                                               |
| 南ヨーロッパ            | コソボ                   | 2  | ビル・クリントン 1999年 • ジョージ・W・ブッシュ 2001年 |
| 南ヨーロッパ            | 北マケドニア             | 1  | ビル・クリントン 1999年 |
| 南ヨーロッパ            | マルタ                   | 3  | フランクリン・D・ルーズベルト 1943年、1945年 • ジョージ・H・W・ブッシュ 1989年 |
| 南ヨーロッパ            | ポルトガル               | 8  | ドワイト・D・アイゼンハワー 1960年 • リチャード・ニクソン 1971年、1974年 • ジミー・カーター 1980年 • ロナルド・レーガン 1985年 • ビル・クリントン 2000年 • ジョージ・W・ブッシュ 2003年 • バラク・オバマ 2010年 |
| 南ヨーロッパ            | スロベニア               | 3  | ビル・クリントン 1999年 • ジョージ・W・ブッシュ 2001年、2008年 |
| 南ヨーロッパ            | スペイン                 | 11 | ドワイト・D・アイゼンハワー 1959年 • リチャード・ニクソン 1970年 • ジェラルド・フォード 1975年 • ジミー・カーター 1980年 • ロナルド・レーガン 1985年 • ジョージ・H・W・ブッシュ 1991年 • ビル・クリントン 1995年、1997年 • ジョージ・W・ブッシュ 2001年 • バラク・オバマ 2016年 • ジョー・バイデン 2022年 |
| 南ヨーロッパ            | バチカン                 | 22 | ウッドロウ・ウィルソン 1919年 • ドワイト・D・アイゼンハワー 1959年 • ジョン・F・ケネディ 1963年 • リンドン・B・ジョンソン 1967年 • リチャード・ニクソン 1969年、1970年 • ジェラルド・フォード 1975年 • ジミー・カーター 1980年 • ロナルド・レーガン 1982年、1987年 • ジョージ・H・W・ブッシュ 1989年、1991年 • ビル・クリントン 1994年 • ジョージ・W・ブッシュ 2002年、2004年、2005年、2007年、2008年 • バラク・オバマ 2009年、2014年 • ドナルド・トランプ 2017年 • ジョー・バイデン 2021年 |
| 南ヨーロッパ            | ユーゴスラビア           | 3  | リチャード・ニクソン 1970年 • ジェラルド・フォード 1975年 • ジミー・カーター 1980年 |
| 西ヨーロッパ            | オーストリア             | 6  | ジョン・F・ケネディ 1961年 • リチャード・ニクソン 1972年、1974年 • ジェラルド・フォード 1975年 • ジミー・カーター 1979年 • ジョージ・W・ブッシュ 2006年 |
| 西ヨーロッパ            | ベルギー                 | 20 | ウッドロウ・ウィルソン 1919年 • ハリー・S・トルーマン 1945年 • リチャード・ニクソン 1969年、1974年 • ジェラルド・フォード 1975年 • ジミー・カーター 1978年 • ロナルド・レーガン 1985年、1988年 • ジョージ・H・W・ブッシュ 1989年 (2回) • ビル・クリントン 1994年、1999年 • ジョージ・W・ブッシュ 2001年、2005年 • バラク・オバマ 2014年 (2回) • ドナルド・トランプ 2017年、2018年 • ジョー・バイデン 2021年、2022年 |
| 西ヨーロッパ            | フランス                 | 40 | ウッドロウ・ウィルソン 1918年 (2回)、1919年 (2回) • ドワイト・D・アイゼンハワー 1957年、1959年 (2回)、1960年 • ジョン・F・ケネディ 1961年 • リチャード・ニクソン 1969年、1970年、1974年 • ジェラルド・フォード 1975年 • ジミー・カーター 1978年 • ロナルド・レーガン 1982年、1984年、1985年 • ジョージ・H・W・ブッシュ 1989年、1990年、1991年、1993年 • ビル・クリントン 1994年、1995年、1996年、1997年、1999年 • ジョージ・W・ブッシュ 2002年、2003年、2004年、2008年 • バラク・オバマ 2009年 (2回)、2011年 (2回)、2014年、2015年 • ドナルド・トランプ 2017年、2018年、2019年 (2回)                                                                       |
| 西ヨーロッパ            | ドイツ                   | 25 | ハリー・S・トルーマン 1945年 • ジョージ・H・W・ブッシュ 1990年、1992年 • ビル・クリントン 1994年、1995年、1998年、1999年 (2回)、2000年 • ジョージ・W・ブッシュ 2002年、2005年、2006年、2007年、2008年 • バラク・オバマ 2009年 (2回)、2013年、2015年、2016年 (2回) • ドナルド・トランプ 2017年、2018年 • ジョー・バイデン 2022年、2023年 (2回) |
| 西ヨーロッパ            | アイルランド             | 12 | ジョン・F・ケネディ 1963年 • リチャード・ニクソン 1970年 • ロナルド・レーガン 1984年 • ビル・クリントン 1995年、1998年、2000年 • ジョージ・W・ブッシュ 2004年、2006年 • バラク・オバマ 2011年 • ドナルド・トランプ 2019年 (2回) • ジョー・バイデン 2023年 |
| 西ヨーロッパ            | オランダ                 | 5  | ジョージ・H・W・ブッシュ 1989年、1991年 • ビル・クリントン 1997年 • ジョージ・W・ブッシュ 2005年 • バラク・オバマ 2014年 |
| 西ヨーロッパ            | スイス                   | 12 | ドワイト・D・アイゼンハワー 1955年 • ジミー・カーター 1977年 • ロナルド・レーガン 1985年 • ジョージ・H・W・ブッシュ 1990年 • ビル・クリントン 1994年、1998年、1999年、2000年 (2回) • ドナルド・トランプ 2018年、2020年 • ジョー・バイデン 2021年 |
| 西ヨーロッパ            | 西ドイツ                 | 10 | ドワイト・D・アイゼンハワー 1959年 • ジョン・F・ケネディ 1963年 • リンドン・B・ジョンソン 1967年 • リチャード・ニクソン 1969年 • ジェラルド・フォード 1975年 • ジミー・カーター 1978年 • ロナルド・レーガン 1982年、1985年、1987年 • ジョージ・H・W・ブッシュ 1989年 |
| 西ヨーロッパ            | イギリス                 | 43 | ウッドロウ・ウィルソン 1918年 • ハリー・S・トルーマン 1945年 • ドワイト・D・アイゼンハワー 1959年 (2回) • ジョン・F・ケネディ 1961年、1963年 • リチャード・ニクソン 1969年 (2回)、1970年 • ジミー・カーター 1977年 • ロナルド・レーガン 1982年、1984年、1988年 • ジョージ・H・W・ブッシュ 1989年、1990年、1991年 • ビル・クリントン 1994年 (2回)、1995年、1997年、1998年 (2回)、2000年 • ジョージ・W・ブッシュ 2001年、2003年 (2回)、2005年、2008年 • バラク・オバマ 2009年、2011年、2013年、2014年、2016年 • ドナルド・トランプ 2018年、2019年 (2回) • ジョー・バイデン 2021年 (2回)、2022年 (3回)、2022年 (2回)                                          |
| オセアニア              | オーストラリア           | 8  | リンドン・B・ジョンソン 1966年、1967年 • ジョージ・H・W・ブッシュ 1991年 • ビル・クリントン 1996年 • ジョージ・W・ブッシュ 2003年、2007年 • バラク・オバマ 2011年、2014年 |
| オセアニア              | ニュージーランド         | 2  | リンドン・B・ジョンソン 1966年 • ビル・クリントン 1999年 |
| 東アジア                | 中国                     | 13 | リチャード・ニクソン 1972年 • ジェラルド・フォード 1975年 • ロナルド・レーガン 1984年 • ジョージ・H・W・ブッシュ 1989年 • ビル・クリントン 1998年 • ジョージ・W・ブッシュ 2001年、2002年、2005年、2008年 • バラク・オバマ 2009年、2014年、2016年 • ドナルド・トランプ 2017年 |
| 東アジア                | 日本                     | 25 | ジェラルド・フォード 1974年 • ジミー・カーター 1979年、1980年 • ロナルド・レーガン 1983年、1986年 • ジョージ・H・W・ブッシュ 1989年、1992年 • ビル・クリントン 1993年、1996年、1998年、2000年 (2回) • ジョージ・W・ブッシュ 2002年、2003年、2005年、2008年 • バラク・オバマ 2009年、2010年、2014年、2016年 • ドナルド・トランプ 2017年、2019年 (2回) • ジョー・バイデン 2022年、2023年 |
| 東アジア                | モンゴル                 | 1  | ジョージ・W・ブッシュ 2005年 |
| 東アジア                | 北朝鮮                   | 1  | ドナルド・トランプ 2019年 |
| 東アジア                | 韓国                     | 20 | ドワイト・D・アイゼンハワー 1960年 • リンドン・B・ジョンソン 1966年 • ジェラルド・フォード 1974年 • ジミー・カーター 1979年 • ロナルド・レーガン 1983年 • ジョージ・H・W・ブッシュ 1989年、1992年 • ビル・クリントン 1993年、1996年、1998年 • ジョージ・W・ブッシュ 2002年、2005年、2008年 • バラク・オバマ 2009年、2010年、2012年、2014年 • ドナルド・トランプ 2017年、2019年 • ジョー・バイデン 2022年 |
| 東アジア                | 台湾                     | 1  | ドワイト・D・アイゼンハワー 1960年 |
| 南アジア                | アフガニスタン           | 8  | ドワイト・D・アイゼンハワー 1959年 • ジョージ・W・ブッシュ 2006年、2008年 • バラク・オバマ 2010年 (2回)、2012年、2014年 • ドナルド・トランプ 2019年 |
| 南アジア                | バングラデシュ           | 1  | ビル・クリントン 2000年 |
| 南アジア                | インド                   | 9  | ドワイト・D・アイゼンハワー 1959年 • リチャード・ニクソン 1969年 • ジミー・カーター 1978年 • ビル・クリントン 2000年 • ジョージ・W・ブッシュ 2006年 • バラク・オバマ 2010年、2015年 • ドナルド・トランプ 2020年 • ジョー・バイデン 2023年 |
| 南アジア                | パキスタン               | 5  | ドワイト・D・アイゼンハワー 1959年 • リンドン・B・ジョンソン 1967年 • リチャード・ニクソン 1969年 • ビル・クリントン 2000年 • ジョージ・W・ブッシュ 2006年 |
| 東南アジア              | ブルネイ                 | 1  | ビル・クリントン 2000年 |
| 東南アジア              | カンボジア               | 2  | バラク・オバマ 2012年 • ジョー・バイデン 2022年 |
| 東南アジア              | インドネシア             | 9  | リチャード・ニクソン 1969年 • ジェラルド・フォード 1975年 • ロナルド・レーガン 1986年 • ビル・クリントン 1994年 • ジョージ・W・ブッシュ 2003年、2006年 • バラク・オバマ 2010年、2011年 • ジョー・バイデン 2022年 |
| 東南アジア              | ラオス                   | 1  | バラク・オバマ 2016年 |
| 東南アジア              | マレーシア               | 3  | リンドン・B・ジョンソン 1966年 • バラク・オバマ 2014年、2015年 |
| 東南アジア              | ミャンマー               | 2  | バラク・オバマ 2012年、2014年 |
| 東南アジア              | フィリピン               | 10 | ドワイト・D・アイゼンハワー 1960年 • リンドン・B・ジョンソン 1966年 • リチャード・ニクソン 1969年 • ジェラルド・フォード 1975年 • ビル・クリントン 1994年、1996年 • ジョージ・W・ブッシュ 2003年 • バラク・オバマ 2014年、2015年 • ドナルド・トランプ 2017 |
| 東南アジア              | シンガポール             | 5  | ジョージ・H・W・ブッシュ 1992年 • ジョージ・W・ブッシュ 2003年、2006年 • バラク・オバマ 2009 • ドナルド・トランプ 2018年 |
| 東南アジア              | 南ベトナム               | 3  | リンドン・B・ジョンソン 1966年、1967年 • リチャード・ニクソン 1969年 |
| 東南アジア              | タイ                     | 7  | リンドン・B・ジョンソン 1966年、1967年 • リチャード・ニクソン 1969年 • ビル・クリントン 1996年 • ジョージ・W・ブッシュ 2003年、2008年 • バラク・オバマ 2012年 |
| 東南アジア              | ベトナム                 | 6  | ビル・クリントン 2000年 • ジョージ・W・ブッシュ 2006年 • バラク・オバマ 2016年 • ドナルド・トランプ 2017年、2019年 • ジョー・バイデン 2023年 |
| 西アジア                | バーレーン               | 1  | ジョージ・W・ブッシュ 2008年 |
| 西アジア                | ジョージア               | 1  | ジョージ・W・ブッシュ 2005年 |
| 西アジア                | イラン                   | 4  | フランクリン・D・ルーズベルト 1943年 • ドワイト・D・アイゼンハワー 1959年 • リチャード・ニクソン 1972年 • ジミー・カーター 1978年 |
| 西アジア                | イラク                   | 6  | ジョージ・W・ブッシュ 2003年、2006年、2007年、2008年 • バラク・オバマ 2009年 • ドナルド・トランプ 2018年 |
| 西アジア                | イスラエル               | 13 | リチャード・ニクソン 1974年 • ジミー・カーター 1979年 • ビル・クリントン 1994年、1995年、1996年、1998年 • ジョージ・W・ブッシュ 2008年 (2回) • バラク・オバマ 2013年、2016年 • ドナルド・トランプ 2017年 • ジョー・バイデン 2022年、2023年 |
| 西アジア                | ヨルダン                 | 6  | リチャード・ニクソン 1974年 • ビル・クリントン 1994年、1999年 • ジョージ・W・ブッシュ 2003年、2006年 • バラク・オバマ 2013年 |
| 西アジア                | クウェート               | 2  | ビル・クリントン 1994年 • ジョージ・W・ブッシュ 2008年 |
| 西アジア                | オマーン                 | 1  | ビル・クリントン 2000年 |
| 西アジア                | パレスチナ               | 5  | ビル・クリントン 1998年 • ジョージ・W・ブッシュ 2008年 • バラク・オバマ 2013年 • ドナルド・トランプ 2017年 • ジョー・バイデン 2022年 |
| 西アジア                | カタール                 | 1  | ジョージ・W・ブッシュ 2003年 |
| 西アジア                | サウジアラビア           | 13 | リチャード・ニクソン 1974年 • ジミー・カーター 1978年 • ジョージ・H・W・ブッシュ 1990年、1992年 • ビル・クリントン 1994年 • ジョージ・W・ブッシュ 2008年 (2回) • バラク・オバマ 2009年、2014年、2015年、2016年 • ドナルド・トランプ 2017年 • ジョー・バイデン 2022年 |
| 西アジア                | シリア                   | 2  | リチャード・ニクソン 1974年 • ビル・クリントン 1994年 |
| 西アジア                | トルコ                   | 6  | ドワイト・D・アイゼンハワー 1959年 • ジョージ・H・W・ブッシュ 1991年 • ビル・クリントン 1999年 • ジョージ・W・ブッシュ 2004年 • バラク・オバマ 2009年、2015年 |
| 西アジア                | アラブ首長国連邦         | 1  | ジョージ・W・ブッシュ 2008年 |
| 出典:                   |                          |    | |